# ロスト・ハイウェイ (映画)
『ロスト・ハイウェイ』（Lost Highway）は、1997年制作のアメリカ・フランス合作映画。
監督のデヴィッド・リンチは「この映画の、人間が入れ替わるというストーリーはO・J・シンプソン事件から着想を得た」と語っている。

## ストーリー
ある朝、ジャズ・ミュージシャンのフレッドがインターホンに出ると、「ディック・ロラントは死んだ」と言って切れた。
ある朝、フレッドの妻レネィは、玄関前に包みが置かれているのに気づく。中にはビデオテープが入っており、2人の家の玄関先が映っていた。翌朝、2本目のテープが届く。そのテープには2人の家の内部、リビングを抜けて、2人の寝室に移動し、眠る2人が映っていた。
ある日パーティーで、フレッドは白塗りの謎の男（ミステリーマン）に会う。謎の男はフレッドに歩み寄り目を大きく開けて、
「前にお会いしましたね...」「お宅です..あなたの家です...」「ご記憶は？」「今も実際にあなたの家にいますよ...」「私の電話でご自宅に電話をしてみてください...」「早く...」
すると、電話からは目の前に立っているはずの男の声が聞こえるのだった。

## キャスト
※括弧内は日本語吹き替え、VHSにのみ収録。
- フレッド・マディソン - ビル・プルマン（原康義）
- レネィ・マディソン/アリス・ウェイクフィールド - パトリシア・アークエット（山像かおり）
- ピーター・レイモンド・デイトン - バルサザール・ゲティ（堀内賢雄）
- ミスター・エディ/ディック・ロラント - ロバート・ロッジア（坂口芳貞）
- 謎の男（ミステリー・マン） - ロバート・ブレイク
- シェイラ - ナターシャ・グレグソン・ワグナー
- アーニー - リチャード・プライヤー
- スティーヴ - ジョヴァンニ・リビシ
- ビル（ピーターの父親） - ゲイリー・ビジー

## エピソード
- この映画で主人公が住んでいる白い家は、ロサンゼルスのハリウッド・ボウル近くにあるデヴィッド・リンチが実際に住んでいる家である。
- 出演俳優のジャック・ナンスは、公開の1年前に死去している。